# Truesdale (Iowa)
Truesdale és una població dels Estats Units a l'estat d'Iowa. Segons el cens del 2000 tenia 91 habitants.

## Demografia
Segons el cens del 2000, Truesdale tenia 91 habitants, 39 habitatges, i 26 famílies. La densitat de població era de 251 habitants/km².
Dels 39 habitatges en un 17,9% hi vivien nens de menys de 18 anys, en un 43,6% hi vivien parelles casades, en un 15,4% dones solteres, i en un 33,3% no eren unitats familiars. En el 30,8% dels habitatges hi vivien persones soles el 5,1% de les quals corresponia a persones de 65 anys o més que vivien soles. El nombre mitjà de persones vivint en cada habitatge era de 2,33 i el nombre mitjà de persones que vivien en cada família era de 2,96.
Per edats la població es repartia de la següent manera: un 15,4% tenia menys de 18 anys, un 9,9% entre 18 i 24, un 34,1% entre 25 i 44, un 25,3% de 45 a 60 i un 15,4% 65 anys o més.
L'edat mediana era de 42 anys. Per cada 100 dones de 18 o més anys hi havia 120 homes.
La renda mediana per habitatge era de 29.063 $ i la renda mediana per família de 35.625 $. Els homes tenien una renda mediana de 28.750 $ mentre que les dones 17.188 $. La renda per capita de la població era de 15.410 $. Cap de les famílies i el 4% de la població estaven per davall del llindar de pobresa.

## Poblacions més properes
El següent diagrama mostra les poblacions més properes.